# Jennifer Hermoso
Jennifer „Jenni“ Hermoso Fuentes (* 9. Mai 1990 in Madrid) ist eine spanische Fußballspielerin, die sowohl im Mittelfeld als auch im Sturm spielt. Sie steht seit Januar 2024 unter Vertrag beim mexikanischen Klub Tigres Femenil. Seit 2011 spielt sie für die spanische Nationalmannschaft, mit der sie bei der WM 2023 Spaniens ersten WM-Titel der Frauen gewann. Im Nationalteam ist sie hinter Alexia Putellas die Spielerin mit den zweitmeisten Einsätzen. Im Juli 2023 absolvierte sie ihr 100. Länderspiel.
Sie hat sieben spanische Meisterschaften mit Rayo Vallecano, Atlético Madrid und dem FC Barcelona gewonnen. Zudem holte sie mit Barcelona fünf Mal die Copa de la Reina und den französischen Pokal mit Paris Saint-Germain. In der Saison 2020/21 wurde sie mit Barcelona Sieger der UEFA Women’s Champions League. In der gleichen Spielzeit gelang ihr mit dem katalanischen Klub das kontinentale Triple.
Hermoso gewann während ihrer Zeit in der spanischen Liga die Pichichi-Trophäe fünfmal und hält den Rekord als beste Torschützin für die spanische Nationalmannschaft.

## Karriere

### Vereine
Hermoso spielte in ihrer Jugend bei ihrem Heimatverein Atlético Madrid und durchlief mehrere Jugendmannschaften des Hauptstadtklubs. Am 5. Dezember 2004 gab sie im Alter von 14 Jahren ihr Debüt für die A-Mannschaft Atléticos in der zweiten Liga Spaniens. Ab der Saison 2005/06 war sie fixer Bestandteil des Kaders und erzielte in ihrer ersten vollen Saison als Profi in 16 Spielen 12 Tore, darunter auch das Tor, wodurch Atlético den Wiederaufstieg in die Primera División schaffte.

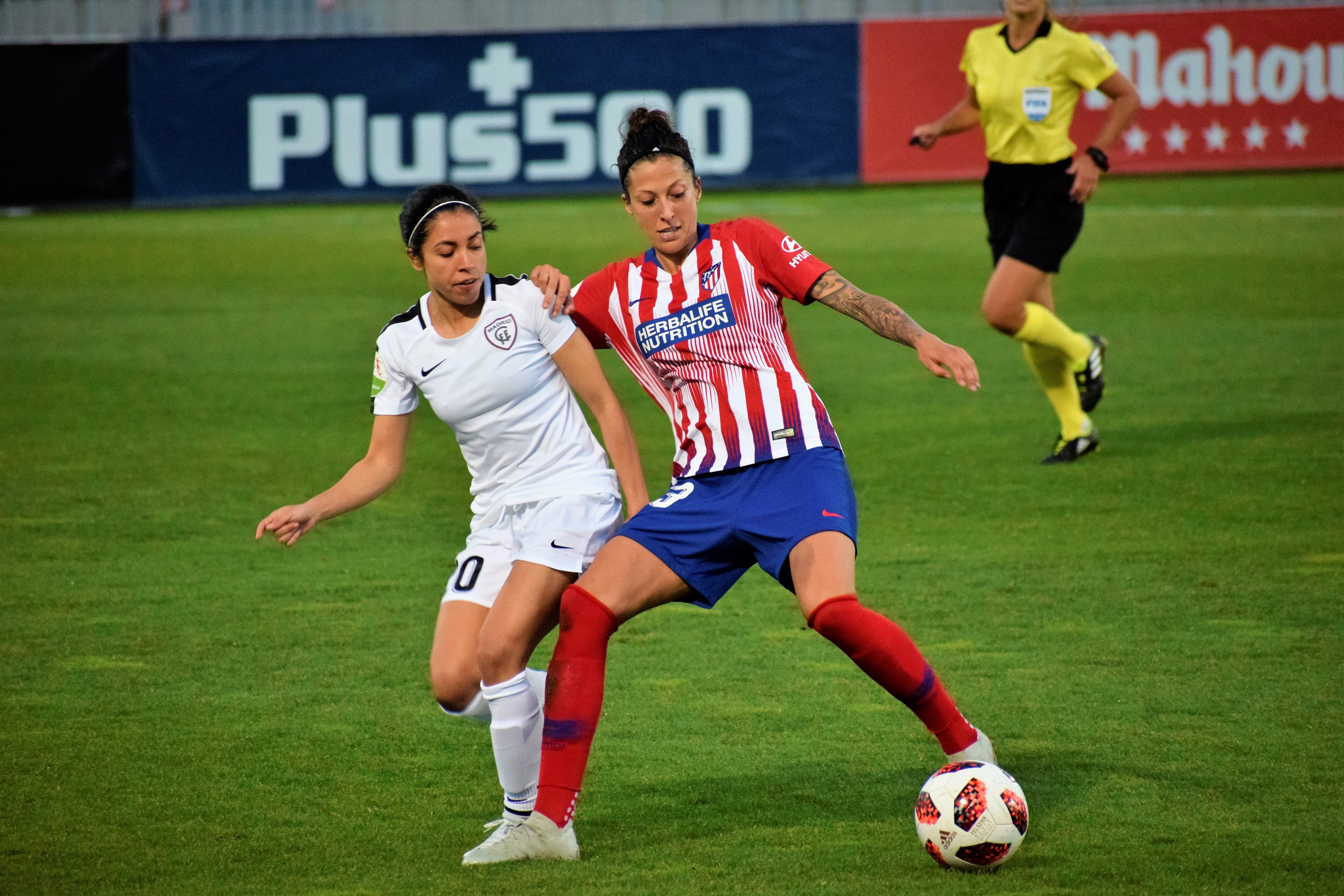
Hermoso als Spielerin Atlético Madrids (Oktober 2018)

Im Juli 2010 wechselte Hermoso zum amtierenden Meister Rayo Vallecano, eine der besten Mannschaften Spaniens zum damaligen Zeitpunkt. Rayo war aufgrund der gewonnenen Meisterschaft automatisch für die K.o.-Runde der UEFA Women’s Champions League 2010/11 qualifiziert und Hermoso gab am 23. September 2010 ihr CL-Debüt gegen den isländischen Klub Valur. Sie erzielte im gleichen Spiel ihr erstes Tor im Bewerb.
Die Superliga wurde bis 2011 in einem Gruppen-basierenden Spielsystem ausgetragen. Alle Teams der Gruppe A und die drei besten Teams der Gruppen B und C qualifizierten sich für die Copa de la Reina, und die beiden besten Teams der Gruppe A spielten in einem Hin- und Rückspiel um die Meisterschaft. Als Gruppenzweiter in Gruppe A stand Rayo im Finalspiel und traf dort auf den Erstplatzierten Espanyol Barcelona. Hermoso kam in beiden Spielen zum Einsatz und verwandelte im Hinspiel am 28. April 2011 einen Elfmeter, sowie den entscheidenden Siegestreffer im Rückspiel am 8. Mai 2011. Rayo gewann somit seine dritte Meisterschaft in Folge und Hermoso die erste in ihrer Karriere.
Als Meister war man 2011/12 erneut in der Champions League vertreten, schaffte es jedoch wieder nicht weiter als bis ins Achtelfinale. Hermoso erzielte im letzten Qualifikationsspiel gegen ŽNK Krka aus Slowenien ihren ersten CL-Hattrick.
Ab der Saison 2011/12 wechselte man in der spanischen Liga auf ein klassisches Tabellensystem und Rayo Vallecano beendete die Spielzeit als Viertplatzierter und im darauffolgenden Jahr kam man auf den sechsten Platz. Hermoso beschloss aufgrund der durchschnittlichen Leistungen des Teams im Jahr 2013 nach Schweden zu Tyresö FF zu wechseln. Sie kam in 20 Ligaspielen zum Einsatz und erzielte dabei sechs Tore. In der Champions League 2013/14 absolvierte sie für Tyresö drei Spiele. Hermoso verließ den Verein im Dezember, nachdem die schwedische Liga im Oktober beendet war und Tyresö Vizemeister wurde.
Daraufhin verpflichte sie der FC Barcelona bis zum Ende der Saison 2013/14. Im April 2014 erzielte Hermoso Barcelonas drittes und letztes Tor im Ligaspiel gegen ihren Ex-Klub Atlético Madrid, wodurch sich Barcelona den dritten Meistertitel in Folge sicherte. Im Pokalfinale 2014 gegen Athletic Bilbao startete Hermoso von Beginn an. Das Endspiel musste nach einem Unentschieden in der Verlängerung im Elfmeterschießen entschieden werden. Hermoso verwandelte ihren Elfmeter, den vierten von fünf für Barcelona, und gewann erstmals den spanischen Pokal.
Hermoso wurde daraufhin von Barcelona bis Sommer 2017 verpflichtet und sie konnte viele Erfolge mit dem katalanischen Klub feiern. So gewann man 2014, sowie 2015 erneut die spanische Meisterschaft und wurde 2016/17 Pokalsieger. Nach der erfolgten Professionalisierung der Frauenabteilung im Sommer 2015 erreichte Barcelona zudem immer bessere Ergebnisse in der Champions League.
Ihr erstes Tor für Barcelona in der Champions League erzielte Hermoso im Rückspiel des Achtelfinales gegen den kasachischen Verein BIIK Kazygurt. Im März 2017 traf Hermoso per Kopf im Viertelfinale der Champions League 2016/17 gegen den FC Rosengård und verhalf Barcelona damit zum allerersten Champions-League-Halbfinale.
Nach drei Jahren verließ Hermoso Barcelona im Juli 2017 und konnte während ihrer Zeit in Katalonien in 90 Ligaspielen insgesamt 77 Tore erzielen, sowie 7 Tore in 17 Einsätzen in der Champions League.

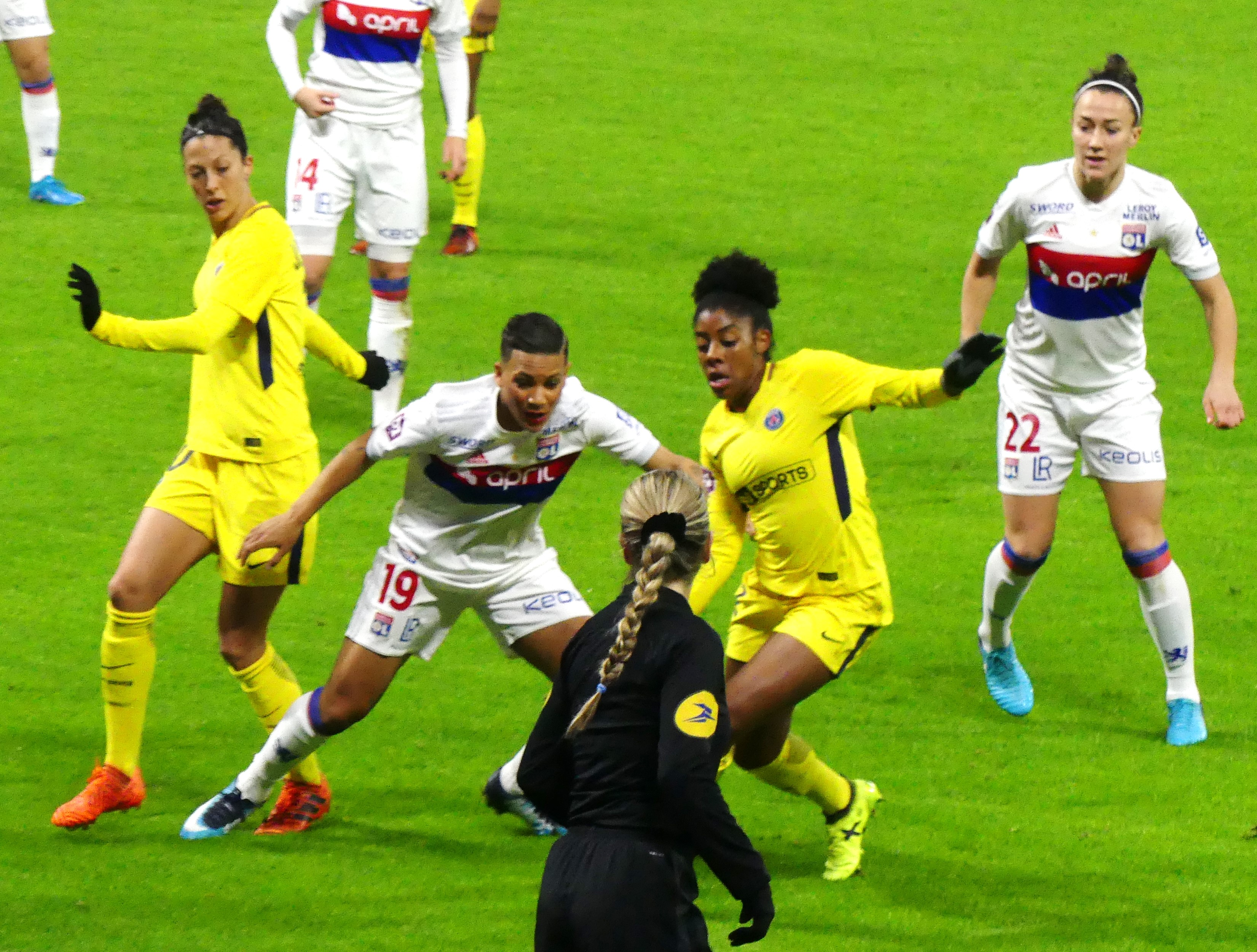
Hermoso (ganz links) im Einsatz für PSG gegen Olympique Lyon (Dezember 2017)

Hermoso zog es zum zweiten Mal ins Ausland, dieses Mal nach Frankreich zu Paris Saint-Germain. Sie unterschrieb einen Dreijahresvertrag und gab am 10. September 2017 ihr Debüt für den Verein. Da sie in Paris größtenteils im Mittelfeld anstatt im Sturm eingesetzt wurde, erzielte sie erst Mitte Dezember ihr erstes Tor als PSG-Spielerin. In der Saison 2017/18 wurde Hermoso mit PSG hinter Olympique Lyon Vizemeister der französischen Liga und französischer Pokalsieger. Sie wurde in 19 Ligapartien eingesetzt und kam auf 13 Torbeteiligungen.
Hermoso hatte Probleme sich in Paris wohlzufühlen und ihr Vertrag bei Paris Saint-Germain wurde daraufhin nach nur einer Saison einvernehmlich aufgelöst.
Im August 2018 kehrte Hermoso für ein Jahr zurück zu Atlético Madrid und wurde dort sofort zur Schlüsselspielerin. So verhalf sie den Madrilenen mit ihren 24 Toren in 28 Spielen zur dritten Meisterschaft in Folge. Man erreichte auch das Pokalfinale, wo man jedoch mit 1:2 an Real Sociedad scheiterte. Hermoso wurde aufgrund dessen vom spanischen Verband im Team des Jahres miteinbezogen.
Wieder kam es zu einem Vereinswechsel. Barcelona heuerte zum zweiten Mal die Stürmerin an und Hermoso erhielt einen Vertrag für drei Spielzeiten. In ihrer ersten Ligapartie der Saison 2019/20 erzielte sie innerhalb von 18 Minuten einen Hattrick gegen CD Tacón (das spätere Frauenteam Real Madrids) im neu eröffneten Estadi Johan Cruyff. Am 1. März 2020 erzielte Hermoso ihr 100. Ligator mit einem Hattrick gegen Madrid CFF.

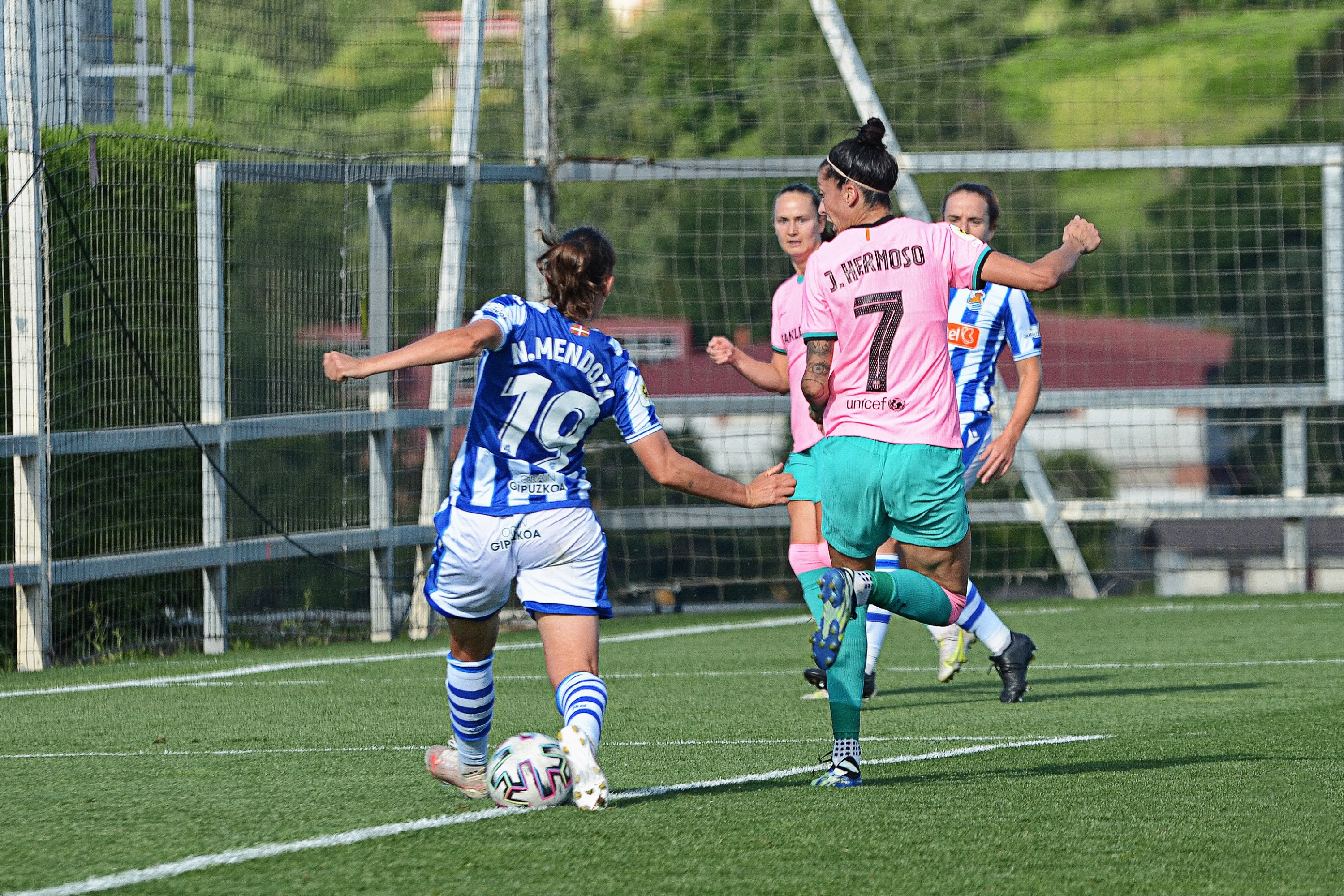
Hermoso während eines Ligaspiels gegen Real Sociedad (Juni 2021)

Aufgrund der COVID-19-Pandemie kam es im Frühjahr 2020 zu mehreren Spielverschiebungen und die spanische Liga wurde nach 21 gespielten Partien nicht fortgeführt, womit Barcelona als damaliger Tabellenerster die Meisterschaft gewann. Hermoso wurde mit 23 Toren Torschützenkönigin, sowie die beste Torschützin in den fünf Top-Ligen Europas.
Am 5. Dezember 2020 erzielte Hermoso vier Tore in einem Ligaspiel gegen Santa Teresa CD, welches ihr wettbewerbsübergreifendes 124. Tor als Barcelona-Spielerin war. Sie überholte somit Sonia Bermúdez als beste Torschützin in der Klubgeschichte. Anschließend übertraf sie Bermúdez Rekordzahl von 108 Ligatoren.
Ende 2020 wurde Hermoso zusammen mit Teamkollegin Caroline Graham Hansen für die FIFA-Auszeichnung Weltfußballerin des Jahres nominiert. Sie war außerdem eine von acht Spielerinnen Barcelonas, die für die UEFA-Frauenmannschaft des Jahres nominiert wurde.
Mit dem katalanischen Verein gewann sie in der Saison 2020/21 die Champions League und wurde gemeinsam mit Fran Kirby vom FC Chelsea Torschützenkönigin des Wettbewerbs (beide 6 Treffer).
Im Juni 2022 wechselte sie zu CF Pachuca Femenil in die Liga MX Femenil, die höchste Spielklasse der Frauen im mexikanischen Fußball, 2024 zum Ligakonkurrenten Tigres Femenil.

### Nationalmannschaft

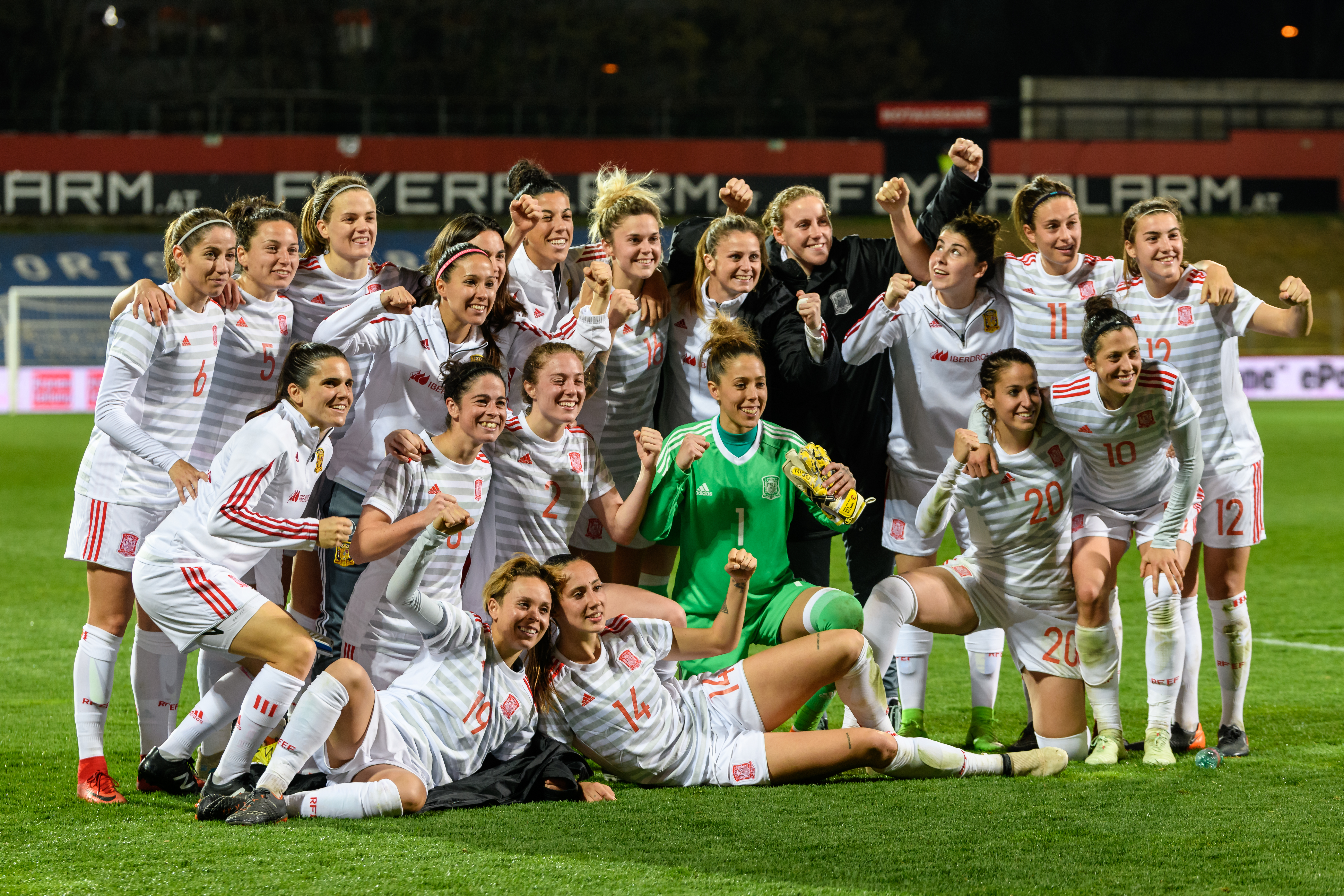
Hermoso (mit Rückennummer 10, rechts im Bild) und das spanische Team in der Wiener Neustadt Arena im April 2018.

Seit 2011 spielt sie auch für die A-Nationalmannschaft. Mit ihren fünf Toren im Länderspiel gegen die Nationalmannschaft Aserbaidschans am 18. Februar 2021 avancierte sie mit nunmehr 42 Toren zur Rekordtorschützin Spaniens und löste damit Verónica Boquete mit 38 Toren ab.
Am 26. Juli 2023 erzielte sie im zweiten Spiel der WM-Gruppe C beim 5:0-Sieg über die Nationalmannschaft Sambias zwei Tore und kam in ihrem 100. Länderspiel zu ihrem 50. Länderspieltor. Die englische Torhüterin Mary Earps hielt im Finalspiel am 20. August 2023 den von Hermoso geschossenen Strafstoß, der aufgrund eines Handspiels gegeben wurde (70. Minute). Spanien bezwang die Engländerinnen schlussendlich durch ein Tor von Olga Carmona und Hermoso gewann mit Spanien die Weltmeisterschaft.

## Eklat 2023
Bei der Siegerehrung nach dem Erringen des Weltmeistertitels küsste der spanische Fußballverbandspräsident Luis Rubiales Hermoso auf den Mund. Anfang September 2023 stellte sie deswegen gegen ihn Strafanzeige. Am 15. September entschied die Audiencia Nacional de España in Madrid, Rubiales dürfe sich Hermoso zukünftig nicht weiter als auf 200 Meter nähern. Die neue spanische Nationaltrainerin Montserrat Tomé entschied, Hermoso zunächst nicht zu nominieren, um die Spielerin zu schützen. Mitte Oktober 2023 kehrte Hermoso in den Nationalkader zurück. Am 30. Oktober gab die Disziplinarkommission der Fifa bekannt, Rubiales sei mit einem Fußball-Tätigkeitsverbot für die Dauer von drei Jahren belegt worden. Zehn Tage habe er Zeit, eine Begründung zu beantragen. Sollte dem Antrag stattgegeben werden, würde diese veröffentlicht. Die Entscheidung konnte bei der Fifa-Berufungskommission angefochten werden, was jedoch nicht geschah.
Im Januar 2024 wurde Rubiales in Spanien angeklagt. Bei einer Verurteilung drohte ihm eine Haftstrafe von bis zu vier Jahren. Am 27. März 2024 forderte die Staatsanwaltschaft zweieinhalb Jahre Haft für Rubiales. Am 20. Februar 2025 wurde Rubiales wegen eines sexuellen Übergriffs zu einer Geldstrafe von 10.800 Euro verurteilt.

## Titel und Erfolge

### Titel

#### Nationalmannschaft
- Weltmeisterschaft (1): 2023
- Nations League (1): 2024
- Algarve-Cup (1): 2017
- Women’s Friendship Tournament (1): 2018

#### Vereine
- Spanischer Meister (7): 2011, 2014, 2015, 2019, 2020, 2021, 2022
- Spanischer Pokal (5): 2014, 2017, 2020, 2021, 2022
- Spanischer Superpokal (2): 2020, 2022
- Copa Catalunya (4): 2014, 2015, 2016, 2019
- Französischer Pokal (1): 2018
- UEFA Women’s Champions League (1): 2021
- Mexikanischer Superpokal (1): 2024

### Auszeichnungen
- FIFA Frauen Weltmeisterschaft Silberner Ball: 2023
- Torschützenkönigin der Primera Division: 2016, 2017, 2019, 2020, 2021
- Torschützenkönigin der UEFA Women’s Champions League: 2020/21 (gemeinsam mit Fran Kirby vom FC Chelsea)
- UEFA Women’s Champions League Forward of the Season: 2020/21[30]
- UEFA Women’s Champions League Squad of the Season: 2019/20[31], 2020/21[32]
- IFFHS Torschützenkönigin des Jahres: 2021[33]
- IFFHS World Team of the Season: 2021, 2023
- IFFHS UEFA Team of the Season: 2021, 2023
- Nominierungen für The Best (Weltfußballerin des Jahres): 2020 (9.), 2021 (3.), 2023 (3.)
- Shortlist FIFPRO World XI: 2016, 2017, 2019, 2020, 2023
- Nominierung für den Ballon d’Or: 2021 (2.)
- Nominierung für UEFA-Spielerin des Jahres: 2021 (2.)
- The Guardian Fußballerin des Jahres: 2023[34]
- Sócrates-Preis: 2024

## Sonstiges
Ihr Großvater Antonio Hernández spielte ebenfalls für Atlético Madrid und motivierte Hermoso als Kind, mit dem Fußballspielen zu beginnen.